# Махрузлу
Махрузлу (азерб. Mahruzlu), или Махризли (азерб. Mahrızlı) — село в одноимённом административно-территориальном округе Губадлинского района Азербайджана. Село расположено на берегу реки Акера.
В селе расположена мечеть XIX века, которая является памятником архитектуры местного значения (инв. № 4716).

## История
По данным «Свода статистических данных о населении Закавказского края, извлеченных из посемейных списков 1886 года», в селе Мафрузлу (Мирза-Ахвердилу) Мафрузлинского сельского округа Джебраильского уезда Елизаветпольской губернии был 71 дым и проживало 260 азербайджанцев (в источнике — «татар») шиитского вероисповедания, все из которых являлись владельческими крестьянами.
В ходе Первой карабахской войны, в 1993 году село было занято армянскими вооружёнными силами, и до ноября 2020 года находилось под контролем непризнанной НКР. 9 ноября 2020 года, в ходе Второй карабахской войны, президент Азербайджана объявил об освобождении села Махрузлу вооружёнными силами Азербайджана.